# 曹洪
曹 洪（そう こう、? - 232年）は、中国後漢末期から三国時代の武将。字は子廉。豫州沛国譙県の人。従兄は曹操。族父は曹瑜（後漢の衛将軍）。伯父は曹鼎。子は曹馥・曹震。娘は荀粲の妻。曹操の養祖父である宦官曹騰の血族である。曹騰や曹鼎の甥に当たる。『三国志』魏志「諸夏侯曹伝」に伝がある。

## 生涯
若い頃、伯父が尚書令だった縁故で、蘄春県長に推挙された。
初平元年（190年）、曹操が反董卓の義兵を起こすとその挙兵に従い、夏侯惇らと共に武将として仕えた。
曹操が滎陽で董卓軍の徐栄に大敗し馬を失うと、曹洪は自分の馬を譲ろうとした。曹操が辞退したが、曹洪は｢天下に洪なかるべきも、公なかるべからず｣と直言して曹操に馬を譲り、自分は徒歩で曹操に付き従った。やがて汴水に達すると、水嵩が深く渡るのが困難な状況であったため、曹洪は岸辺を巡り歩き船を探し出し、曹操と共に船に乗って、汴水を渡って譙県まで逃げた。
この敗戦後、曹操は軍の再建のため揚州に赴き兵を募った（「武帝紀」）。曹洪は揚州刺史の陳温と親交があったため、家兵1000人余りを連れて募兵した。すると廬江で精鋭2000、さらに強兵で知られる丹陽兵を数千も手に入れることができたため、竜亢で曹操と合流した。
興平元年（194年）、兗州で張邈が呂布を引き入れて反乱を起こした。当時、大飢饉が起きていたが、曹洪は本軍に先行して東平・范を占拠し、本軍に食料を補給した。曹操が呂布を敗走させた後は、反乱に与しなかった東阿に拠って、済陰郡・山陽郡・中牟・陽武・京・密といった合計十県以上を攻撃し、全て攻め落とした。この前後の功により鷹揚校尉に任じられ、さらに揚武中郎将に昇進した。
建安元年（196年）正月、曹操は長安から脱出してきた献帝を迎え入れようとし、曹洪に兵の指揮を執らせ出迎えの任に当たらせた。しかし、董承が袁術軍の萇奴と共に要害を守備し、曹洪の進軍を阻んだため果たせなかった（「武帝紀」）。
後に曹操が董承と和解し、同年9月に許都に献帝を迎えると（「武帝紀」）、曹洪は諫義大夫に任命された。
曹操は司空に任命されると、世間に模範を示すため、毎年の納税の時に本籍の県令に自分の資産を調べさせる事にした。譙県の県令が、曹操の資産が曹洪の資産と同等であるという報告をすると、曹操は「わしの財産が子廉の財産と同じ筈はない」と言ったという（『魏略』）。
建安5年（200年）、官渡の戦いでは徐晃と共に㶏強の賊の祝臂を攻撃し、これを破った（「徐晃伝」）。曹操が烏巣を攻撃した時は官渡の留守を預かり、袁紹軍の張郃・高覧らの攻撃を防ぎ切った。張郃らが降伏を申し入れてくるとその意図を疑ったが、荀攸の助言によりこれを受け入れた（「荀攸伝」）。
その後、曹洪は別軍の指揮を執り荊州の劉表を征伐し、舞陰・葉・堵陽・博望の各地で劉表軍の別将を破った。この功により厲鋒将軍に昇進し、国明亭侯に封じられた。
さらに曹操の各地への征伐に従い、都護将軍に任命された。曹洪は都護になると、阮瑀（阮籍の父）を書記に迎えようと試みたが、阮瑀に辞退されている（「王粲伝」附「阮瑀伝」）。
曹操の太子には曹丕がなっていた。ある時、曹丕は曹洪から100匹の絹を借りようとしたが、拒絶されたという（『魏略』）。
建安20年（215年）、張魯を降伏させ漢中を平定することにも参加した。戦い後、曹丕に自分の功績を賛美する内容の手紙を送る（『魏略』）。
建安22年（217年）冬10月、劉備軍の張飛・馬超・呉蘭・雷銅らが下弁に攻め込んでくると、曹操は曹洪に命じてこれを防がせた。曹操は、曹洪のために参軍として族子の曹休・辛毗を付け、さらに曹休に対し実質的な総指揮を執るようにいい含めた（「辛毗伝」・「曹休伝」）。他におなじく族子の曹真・張既・楊阜らを率いていた（「曹真伝」・「張既伝」・「楊阜伝」）。曹洪は、下弁の呉蘭と固山の張飛のどちらを討つかで迷ったが、曹休の進言に従い呉蘭を打ち破り、張飛を敗走させた。
曹洪は大宴会を催し、薄着の歌姫に舞楽を行わせた。しかし楊阜は、大勢の席上で女性の肉体を剥き出しにするのは不道徳だとして、曹洪を責めた。すると曹洪はすぐにこの舞楽を止めさせた（「楊阜伝」）。曹操は曹洪の財貨と女色を好む性格を熟知しており、前漢の高祖（劉邦）に比して、曹洪とその参謀であった辛毗、さらに曹休に向かって慎重に警告している（「辛毗伝」）。
黄初元年（220年）、曹丕（文帝）が即位すると衛将軍になった。その後、驃騎将軍に昇進し野王侯に封じられ、領邑1000戸を加増され計2100戸となり、特進の待遇を受ける事になった。暫くすると、都陽侯に国替えされた。
ある時、曹丕が友人の呉質のために宴席を設けた。呉質を労うため、宴席の参加者は特進以上の待遇の人物が呼び集められ、曹洪もそれに参加した。宴席で呉質は、曹真が太っている事をからかった。曹真が怒ったが、曹洪は王忠と共に曹真をさらに冷やかしたという（「王粲伝」が引く『呉質別伝』）。
曹洪は大の資産家であったが吝嗇であった。また、その食客や縁者には奢り昂ぶり不法を働く者も多くいた。
曹丕は、以前に借財を拒絶された経緯から曹洪を恨んでいたため、曹洪の食客が罪を犯した時、曹洪をそれに連座させて死罪に処そうとした。群臣達は曹洪の赦免を求めたが、救う事ができなかった。また、曹真もこれを諌めたが果たせなかった（『魏略』）。結局は卞太后（曹丕の生母）の取り成しによってようやく死罪を免れたが、所領と爵位を削られた。この処置に、曹洪の功績を知る多くの人達は釈然としない思いであったという。卞太后の計らいで曹洪は死罪を免れた事を喜び、謙った内容の上書をして陳謝したという（『魏略』）。結局、財産は全部没収され、庶民に落とされた。
黄初7年（226年）、曹丕が崩御し曹叡（明帝）が即位すると、曹洪は後将軍に任命され、改めて楽城侯に封じられ、1000戸の領邑を与えられた。特進を加えられ、再び驃騎将軍に任命された。
曹叡の時代、乳母の当が洛陽において法に違反し、司馬芝に処刑されそうになった時、卞太皇太后がこれを救おうとしたが、司馬芝は処罰を覚悟で法を執行し、当を処刑してしまった（「司馬芝伝」）。
太和6年（232年）死去。享年は不明である。恭侯と諡され、子の曹馥が後を継いだ。また子の曹震が、曹操の時代に列侯に封じられている。
正始4年（243年）秋7月、曹芳（斉王）は詔勅を下し、曹操の廟庭に功臣20人を祭った。その中には曹洪も含まれている（「斉王紀」）。

## 三国志演義
小説『三国志演義』では、やや血気に逸る性格として描かれ、曹仁と共に曹操の挙兵から付き従う武将として登場する。目立った活躍こそ少ないが、曹操軍の主な戦いの大半にその名前が登場する。南郡の戦いでは、一騎討ちで韓当に敗れた。馬超征討戦では先鋒として潼関守備の任を与えられ、曹操より撃って出る事を禁じられるが、馬超軍の兵士に罵倒された事を怒り、曹操の命令を破り撃って出てしまい、潼関を馬超軍に奪われる。その事で曹操の怒りを買うが、暫くして馬超に追い詰められた曹操を救ったため、潼関敗北の罪は相殺されている。曹操の死後は目立った活躍がなく、曹丕の帝位簒奪の際、曹休と共に宮中に押し入り符宝郎の祖弼を殺して玉璽を奪うも、その後は登場しなくなる。